# Maurice Wilson
Maurice Wilson (* 21. April 1898 als Morris Wilson in Bradford; † etwa 1. Juni 1934 am Mount Everest) war ein englischer Abenteurer. Bekannt wurde er durch seinen Flug von England nach Indien und den anschließenden Versuch, den Mount Everest alleine zu besteigen.

## Familie und Kindheit
Er wurde als dritter von vier Söhnen einer Arbeiterfamilie geboren. Sein Vater war Aufseher und später Direktor einer Wollspinnerei und konnte seiner Familie einen gewissen Wohlstand bieten. Wilsons Mutter war Hausfrau. Die Hochzeit fand im Jahr 1892 statt.
Die Kinder der Wilsons erhielten eine recht gute Schulausbildung. Maurice Wilson selbst erbrachte durchschnittliche Schulleistungen, er hatte aber viel Kraft und war sehr kommunikativ. Bereits als Jugendlicher sprach er fließend Deutsch und Französisch.
Die älteren Brüder von Maurice Wilson folgten dem beruflichen Werdegang des Vaters, den auch er selbst einschlagen wollte. Dies änderte sich aber mit Beginn des Ersten Weltkriegs. Wilson trat am 13. Mai 1916 im Alter von 18 Jahren in die Armee ein. Dies veränderte sein Leben grundlegend.

## Der Erste Weltkrieg
Wilson bewarb sich als Offizier und wurde am 29. November 1917 als 2. Lieutenant von Dover nach Boulogne-sur-Mer verschifft. Er wurde im Raum Ypern eingesetzt, wo er an der Front Dienst tat. Während einer Offensive der deutschen Armee Ende März 1918 verdiente sich Wilson durch seinen Einsatz bei Meteren das Military Cross. Seine Ehrung wurde wie folgt begründet:

„Für außergewöhnliche Tapferkeit und Pflichterfüllung. Er hielt eine Stellung vor den Linien unter schwerem Bombardement und Feuer auf seinen beiden Flanken, nachdem die Maschinengewehre, die seine Flanken gesichert hatten, abgezogen worden waren. Es war weitgehend seinem Mut und seiner Entschlossenheit, die Stellung zu halten, zu verdanken, dass der feindliche Angriff aufgehalten wurde.“

Am 19. Juli wurde Wilson dann bei einer Patrouille schwer verletzt. Er erlitt einen Einschuss am linken Oberarm und einen im hinteren, linken Brustbereich. Besonders der linke Arm machte ihm von da an bis an sein Lebensende immer Probleme, weil er fast bewegungsunfähig war. Obwohl dauerhaft behindert, erhielt er keine Entschädigung vom britischen Staat und war darüber tief enttäuscht. Zudem fühlte sich Wilson nicht in der Lage, einen normalen Beruf auszuüben.

## Nach dem Krieg
Am 20. Juli 1922 heiratete Wilson die 22-jährige Beatrice Hardy Slater. Dennoch war er ruhelos und wollte seine Heimatstadt Bradford verlassen. Ende 1923 verließ er England in Richtung Amerika. Nachdem er mehrmals den Wohnort gewechselt hatte, schiffte er sich nach Neuseeland ein. Beatrice folgte ihm dorthin. In Neuseeland arbeitete Wilson, aber seine Ehe wurde nach einer Affäre seinerseits geschieden. 1927 heiratete Wilson erneut, aber auch diese Beziehung hielt nicht lange. Am Anfang des Jahres 1931 verließ er Neuseeland wieder in Richtung England. Kurze Zeit später lernte er in London Leonard Evans und dessen Frau Enid kennen, mit denen sich eine tiefe Freundschaft ergab. Er verliebte sich in Enid, ging aber nie eine wirkliche Beziehung mit ihr ein.
Bald darauf erkrankte Wilson an Tuberkulose und erlitt zusätzlich einen Nervenzusammenbruch. Die Ärzte konnten ihm nicht helfen, und so verließ er die Evans und suchte Hilfe bei einem Heiler namens Armstrong. Dieser versuchte, Kranken zu helfen, indem er sie 35 Tage lang beten und fasten ließ. Wilson wurde wieder gesund und gab auch das Rauchen und Trinken auf. Vorher hatte er sich nicht mit dem Glauben beschäftigt, in der Folge fand er aber so etwas wie seine eigene Religion. Im Herbst 1932 machte er eine kurze Fastenkur im Schwarzwald. Dort las er die Berichte über die Mount-Everest-Expedition von 1924, bei der George Mallory und Andrew Irvine verschwunden waren. Dies weckte sein Interesse an diesem Berg. Eine Vision entstand in ihm, wie er allein, fastend und betend, den Mount Everest besteigt.

## Die Reise nach Darjiling

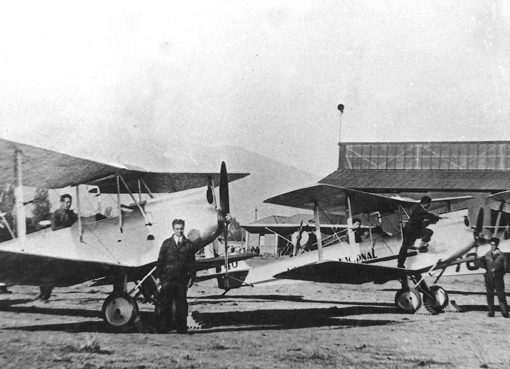
Gipsy Moth

Wilson plante, mit einem Flugzeug zum Mount Everest zu fliegen und dann alleine auf diesen Berg zu steigen. Bis dahin war er noch nie geflogen und hatte keinen Berg bestiegen. Sein Ziel war es, den Everest von der nepalesischen Seite zu besteigen. Die indische Regierung machte aber schnell deutlich, dass sie für einen Einflug nach Nepal keine Genehmigung geben würde. Zu angespannt war die Lage in diesem Gebiet, weil sowohl England als auch Russland und China Ansprüche an das Gebiet anmeldeten. Schließlich war Nepal Teil des Great Game geworden.
Im April 1933 machte er seine Pläne in der Presse bekannt, die das Thema dankend aufnahm. Wilson kaufte sich noch vor der ersten Flugstunde eine Gypsy Moth, einen offenen Doppeldecker. Er nannte dieses Flugzeug „Ever Wrest“, „Ewiger Kampf“. Da Wilson durch die Verletzung am linken Arm stark behindert wurde, dauerte es etwas länger, bis er das Flugzeug fliegen konnte. Dennoch hob er am 21. Mai zunächst in Richtung Schwarzwald ab, wo er bei Bekannten übernachten wollte. Die Presse berichtete zu dieser Zeit viel über Wilson, die offiziellen Stellen versuchten aber, ihm den Flug zu verbieten. Erforderliche Genehmigungen wurden nicht gegeben und auch der Alpine Club, der alle bisherigen Everest-Expeditionen unternommen hatte, war gegen sein Unternehmen. Zu dieser Zeit war die Eroberung des Mount Everest ein nationales Interesse, und Wilson war nicht Teil einer nationalen Expedition.
Auf dem Flug in Richtung Indien musste Wilson immer wieder schwierige Situationen meistern. Er wurde von Behörden und dem Wetter zu Umwegen gezwungen. Somit hatte er teilweise keine andere Wahl, als illegal zu fliegen. Die Etappen waren manchmal sehr lang und gefährlich. In Lalbalu wurde seine Reise zunächst gestoppt und sein Flugzeug in Gewahrsam genommen. Wilson versuchte nun, eine Genehmigung für einen Fußmarsch zum Everest zu bekommen, aber auch das wurde ihm verboten. Somit änderte er seine Pläne und wollte nun Darjiling erreichen, um den Mount Everest von seiner Nordseite zu besteigen. Er erreichte Darjiling im Herbst 1933. Dort wurde er dauerhaft von der Polizei überwacht, die befürchtete, er könne illegal nach Tibet reisen. Eine Einreise nach Tibet wurde ihm nämlich ebenfalls strikt verboten. Wilson lernte in Darjiling aber Karma Paul kennen, der alle ausländischen Bergsteiger unterstützte. Dieser half Wilson, der nun plante, verkleidet nach Tibet zu reisen. In der Folge unternahm Wilson mit mehreren Einheimischen kleine Wanderungen in die Berge rund um Darjiling.

## Der Weg zum Mount Everest
Zusammen mit den Helfern Tewang, Tsering und Rinzing machte er sich im März 1934, als tauber und stummer Lama verkleidet, auf den Weg. Eigentlich sollte sie noch der 19-jährige Sherpa Tenzing Norgay begleiten, der aber zu diesem Zeitpunkt nicht in Darjiling war. Die lange Reise verlief weitgehend problemlos, da sie meist nachts reisten. Dennoch hatte Wilson immer Angst, von der Polizei entdeckt zu werden. Im April erreichten sie Tibet. Wilson war begeistert von dem Land. Am 15. April erreichten sie das Rongpu-Kloster. Zu dem Abt des Klosters entwickelte sich so etwas wie eine Freundschaft, weil Wilson die Natur achtete und voller Demut als Pilger auf den Mount Everest steigen wollte. Wilson verließ das Kloster nach kurzer Zeit, begleitet von vielen Wünschen und Gebeten der Mönche.

## Wilsons Besteigungsversuche

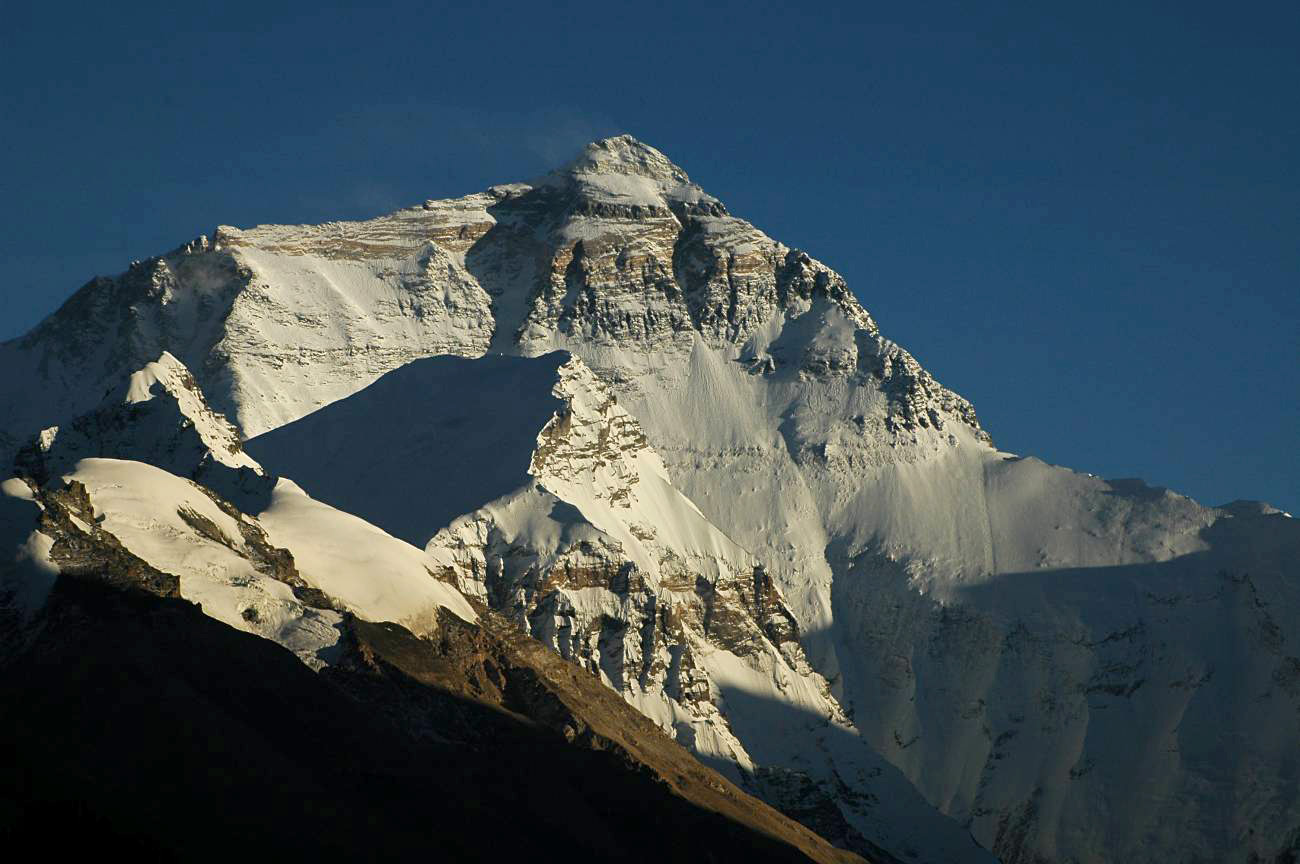
Die Nordflanke des Mount Everest

Während seiner Expeditionen am Mount Everest nutzte Wilson die Hinterlassenschaften der englischen Expedition vom Jahr 1933. Er fand in den alten Lagern oft noch Nahrungsmittel. Sein Plan war es, an seinem 36. Geburtstag auf dem Gipfel zu stehen.
Wilsons erster Versuch der Besteigung scheiterte bereits früh am Wetter. Er war allein am Berg und saß an seinem Geburtstag im Zelt, während ein Schneesturm über ihn hinweg fegte. Völlig ausgezehrt erreichte er wenige Tage später erneut das Kloster und wurde dort gepflegt.
Seinen zweiten Versuch wollte Wilson mit der Unterstützung der Bhutias unternehmen. Da Tsering aber krank wurde, konnten ihn nur Rinzing und Tewang begleiten. Geplant war, dass diese ihn bis zum Lager III begleiten. Am 12. Mai brachen die drei Männer auf. In der Gegend von Lager II hatte Wilson bei seinem ersten Versuch mehrere Ausrüstungsgegenstände liegen lassen. Rinzing konnte einige davon finden, nicht aber die Steigeisen. Am 21. Mai verließ Wilson das Lager III und begann mit dem Aufstieg zum Nordsattel. Rinzing begleitete ihn zunächst und zeigte Wilson, wie man mit dem Pickel Stufen ins Eis schlagen konnte. Wilson hatte das noch nie vorher gemacht. Diese Arbeit wurde aber erschwert, weil Wilson keine Steigeisen mehr hatte. An der Schlüsselstelle im Aufstieg zum Nordsattel, einer Eiswand, musste er aufgeben und drehte um. Er traf seine Helfer im Lager III. Wilson wollte nun, dass ihn die beiden Bhutias noch weiter begleiten, aber sie lehnten ab. Zu groß schien ihnen die Gefahr. Sie sicherten Wilson zu, noch zehn Tage im Lager III auf ihn zu warten und dann abzusteigen. Was in der Folge passierte, ist unklar. Rinzing sah ihn am 29. Mai, als er alleine erneut den Aufstieg wagte. Wilsons letzter Tagebucheintrag datiert vom 31. Mai 1934. Entgegen ihrer Behauptung sind die beiden Bhutias vermutlich bereits am 30. Mai abgestiegen. Anders ist es kaum erklärbar, dass sie Wilson, der 1935 im Lager III tot gefunden wurde, nicht mehr sahen. Die andere Möglichkeit ist, dass Wilson noch wesentlich länger am Leben war und erst nach Ablauf der zehn Tage zurück ins Lager kam.
In seiner Heimat wurde die Presse erneut auf Wilson aufmerksam. Sie verurteilten seine Expedition nicht, sondern machten ihn zu einem Helden, obwohl er entgegen der nationalen Interessen handelte.

## Die Zeit nach seinem Tod
Am 9. Juli 1935 wurde die Leiche Wilsons von Charles Warren entdeckt, einem Mitglied der britischen Erkundungsexpedition. Dabei fand man auch das Tagebuch, das Grundlage für die Bücher über Wilson ist. Warren notierte drei, für ihn sonderbare Dinge:
- Kein Schlafsack konnte gefunden werden.
- Wilson lag weniger als 200 Meter vom Lebensmitteldepot der Expedition von 1933 entfernt, das er bereits genutzt hatte.
- Er war in Rufweite von Lager III, wo angeblich Rinzing und Tewang auf ihn gewartet haben.

Wilsons Leichnam wurde von den Teilnehmern der englischen Erkundungsexpedition 1935 in dessen Zeltplane eingewickelt und in einer Gletscherspalte versenkt.
Im Jahr 1960 hatte der Gletscher seine Leiche aber kurz unterhalb von Lager III wieder freigegeben. Er wurde von einer chinesischen Expedition gefunden und erneut bestattet. Auch 1975 tauchte seine Leiche wieder auf, ebenfalls 1985 und 1989. Noch heute kann man abseits der normalen Wege Knochenteile von Wilson finden.
Während der Everest-Besteigung 1960 wurde angeblich auf 8500 m Höhe ein Zelt gefunden. Da keine offizielle Expedition hier ein Zelt errichtet hatte, wurde spekuliert, ob es ein Zelt von Wilson hätte sein können. Von hier aus hätte er den Gipfel erreichen können. Wahrscheinlicher ist aber, dass dieses Zelt von einer sowjetischen Expedition 1952 ist, auch wenn diese offiziell nie stattgefunden hat.